# Dodge Dynasty
O Dynasty é um sedan de porte médio da Dodge.